# Tunga bonneti
Tunga bonneti  (лат.) — вид блох из семейства Tungidae. Южная Америка: Бразилия.

## Описание
Паразиты различных видов млекопитающих, среди хозяев грызуны: хомяковые рода  Phyllotis (Sigmodontinae).
Размер неосом (гипертрофированных самок; длина, ширина, высота): 10×6×6 мм.